# Астаф'єв Віктор Петрович
Віктор Петрович Астаф'єв (*1 травня 1924, с. Овсянка, нині смт Красноярського краю — †29 листопада 2001, Красноярськ) — радянський та російський письменник.

## Біографія
Коли Віктору було 7 років, в Єнісеї втопилася його мати. Виховувався у бабусі та дідуся, потім у дитячому будинку.
1941 вступив до залізничної школи ФЗН на станції Єнісей, після її закінчення працював складачем потягів у передмісті Красноярська. Звідти восени 1942 призвано до армії, був на фронті водієм, зв'язківцем, артрозвідником; двічі поранено.
Брав участь в боях за Дніпро в вересні-жовтні 1943 р. Переплив і успішно закріпився на правому березі, де згодом був тяжко поранений осколком у голову. В їх корпусі з 25 тисяч солдатів вижили 3600.
Учасник визволення Кам'янеччини, зокрема Оринина. Події кінця березня — початку квітня 1944 в Оринині описав в оповіданні «Жизнь прожить» (вперше опубліковано 1987 в журналі «Новый мир», № 9).
1945 демобілізувався. 18 років працював на Уралі в м. Чусовий Пермської області вантажником, слюсарем, ливарником. Одночасно навчався у вечірній школі.
Перше оповідання «Гражданский человек» опубліковано 1951 в газеті «Чусовской рабочий». 1953 в Пермі вийшла перша збірка оповідань «До будущей весны».
Закінчив 1961 Вищі літературні курси в Москві.
Жив у Красноярську.
Народний депутат СРСР (1989—1991).
Учасник Міжнародного Шевченківського форуму «Від серця Європи — до серця України» (1989), під час якого Наталя Кащук присвятила Астаф'єву вірш «Чорна черешня» («Чорна черешня. Оринин…»).

## Творчість
Найважливіші теми творчості Астаф'єва — військова і сільська. Одним з перших його творів був написаний в школі твір, в майбутньому перетворений письменником в оповідання «Васюткино озеро». Перші оповідання автора були опубліковані в журналі «Смена».

### Романи
- «До будущей весны» (1953)
- «Тают снега» (1958)
- «Прокляты и убиты» (1995)

### Повісті
- «Перевал»
- «Стародуб»
- «Звездопад» (1960—1972)
- «Кража» (1966)
- «Где-то гремит война» (1967)
- «Последний поклон» (1968)
- «Царь-рыба» (1976)
- «Ловля пескарей в Грузии» (1984)
- «Печальный детектив» (1987)
- «Так хочется жить» (1995)
- «Обертон» (1995—1996)
- «Из тихого света» (1961, 1975, 1992, 1997) (попытка исповеди)
- «Весёлый солдат» (1998)

### Сучасна пастораль
- «Пастух и пастушка» (1967—1971—1989)

### П'єси
- «Прости меня» (1980)

### Видання творів
- Звездопад. Москва, 1962.
- Кража. Где-то гремит война. Повести. Москва, 1968.
- Синие сумерки. Рассказы. Москва, 1968.
- Военные страницы: Повести и рассказы.-- М.:Мол. гвардия,1986. — 464 с.,ил.,100000.В 1987 г. доп. тираж 100000.

## Відзнаки
- Державна премія РРФСР імені Горького (1975) за повісті «Перевал», «Последний поклон», «Кража», «Пастух и пастушка».
- Державна премія СРСР (1978) за роман «Царь-рыба».
- Герой Соціалістичної Праці (1989).
- Віктору Астаф'єву була посмертно присуджена літературна премія Олександра Солженіцина за 2009 рік.[6] Як наголошується в рішенні журі, премія вручається «письменникові світового масштабу, безстрашному солдатові літератури, що шукав світло і добро в понівечених долях природи і людини».
- На його честь названо астероїд 11027 Астаф'єв[7].

## Виноски
1. ↑  Русская литература XX века. Прозаики, поэты, драматурги / под ред. Н. Н. Скатов — 2005. — С. 121–126. — ISBN 5-94848-245-6
2. ↑  ПроДетЛит — 2019.
3. ↑  Историческая энциклопедия Сибири / под ред. В. А. Ламин — Новосибирск: 2009. — ISBN 5-8402-0230-4
4. ↑  Bibliothèque nationale de France BNF: платформа відкритих даних — 2011.
5. ↑  Encyclopædia Britannica
6. ↑  Премия Солженицына посмертно присуждена Виктору Астафьеву. Архів оригіналу за 28 березня 2010. Процитовано 3 березня 2009.
7. ↑  База даних малих космічних тіл JPL: Астаф'єв Віктор Петрович (англ.) .